# Varicorhinus capoetoides
Varicorhinus capoetoides är en fiskart som beskrevs av Pellegrin, 1938. Varicorhinus capoetoides ingår i släktet Varicorhinus och familjen karpfiskar. Inga underarter finns listade i Catalogue of Life.